# 니시하라 준
니시하라 준(일본어: 西原 純, 1967년 11월 10일 ~ )은 일본의 배우이자 성우로, 도쿄도 이타바시구 출신다.